# Ана Росинели
Ана Росинели (на немски: Anna Rossinelli) е швейцарска изпълнителка на песни. Росинели пее като член на поп-соул трио група, която изпълнява под нейно име.
Родена е в Базел на 20 април 1987 г. На 11 декември 2010 г. Росинели печели националния конкурс за песен на Евровизия с композицията „In Love For a While време“, с която представя Швейцария на 56-ото издание на конкурса за песен на Евровизия в Дюселдорф, Германия.